# Admirencyrtus
Admirencyrtus is een geslacht van vliesvleugeligen uit de familie Encyrtidae. De wetenschappelijke naam van dit geslacht is voor het eerst geldig gepubliceerd in 1960 door Hoffer.

## Soorten
Het geslacht Admirencyrtus is monotypisch en omvat slechts de volgende soort:
- Admirencyrtus insolitus Hoffer, 1960